# ヨハン・センプ

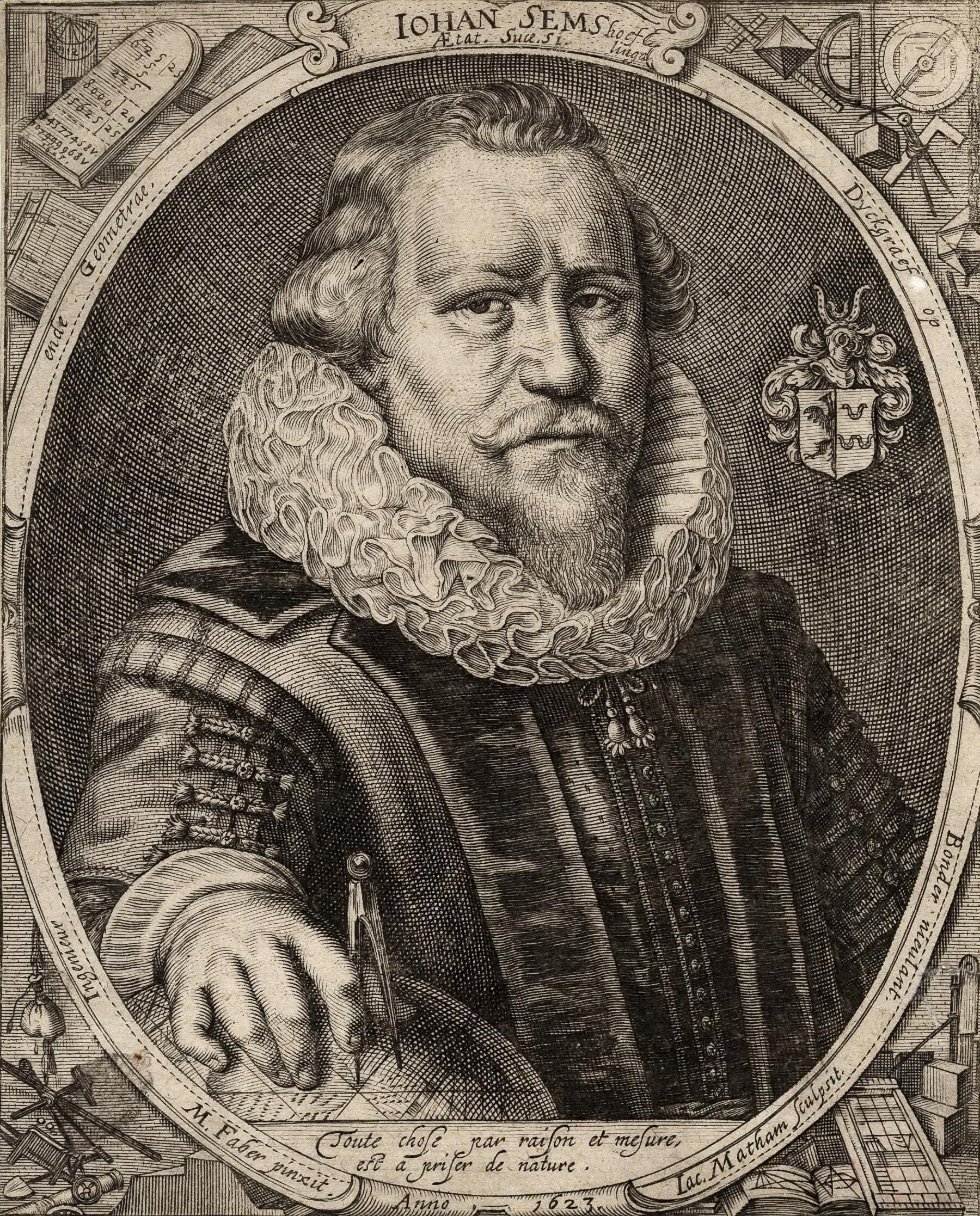
ジェイコブ・Mathamによる彫刻に基づくマーティン・ファーバーによるゼンプの肖像画

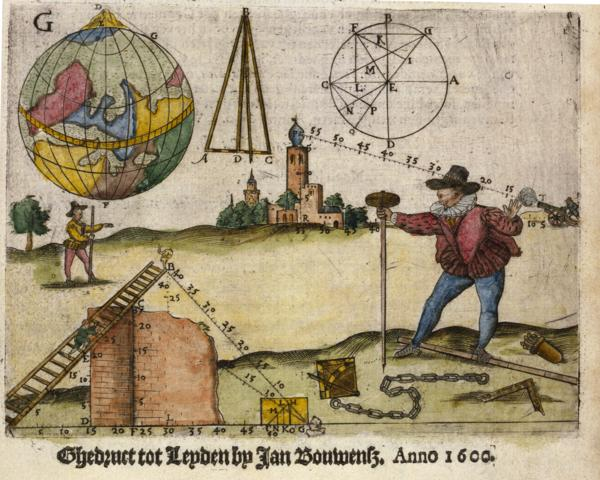
Practijck des lantmetens（1600）のカバー

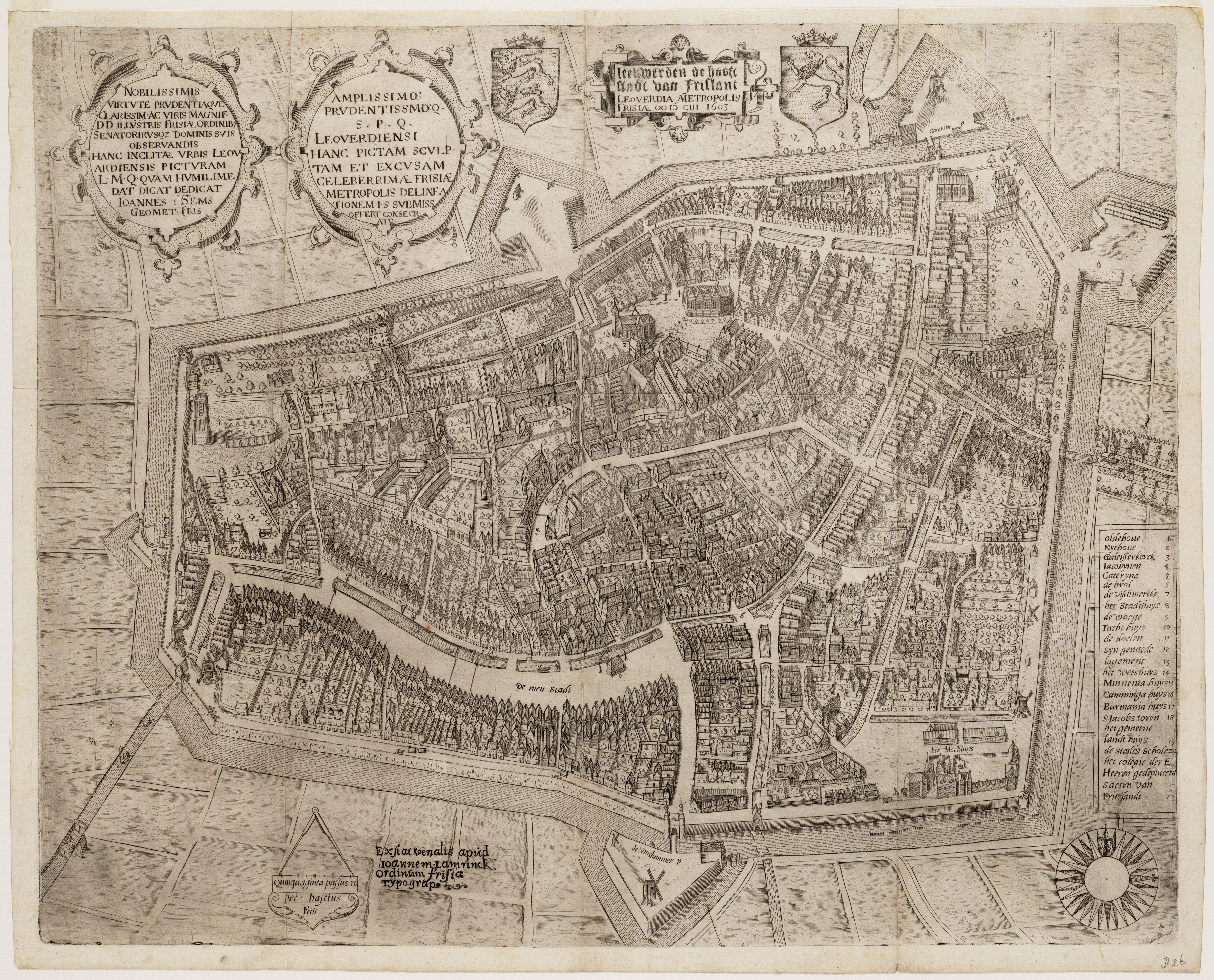
ゼンプ製レーワルデンの地図、1603年

ヨハン・セム (Johan Sems、1572 – 1635)、またヨハン・センプ（Semp）は、 オランダの地図作成家、エンジニア、土地鑑定士。
彼の専門は 土地造成、建物や堤防、要塞築造と多岐。

## 略歴
1572年にFraneker（Friesland）でSem IJsbrandtsとClaesgen Adriaensの子に生まれた。 Semsは愛称。Sem IJsbrandtsは、ライデン大学 (Leiden University) の学生で家族はライデンの Lange Hooglandse Kerksteegの角にあるMarendorp Landzijdeに住んでいたがIJsbrandts は1584年にアルコール依存症で自殺。ヨハンは大学進学しなかった。彼はおそらく実際に自分のスキルを心得ていた。 
子供たちについてはほとんど知られていない。
年賦
- 1599年、レーワルデンで絹の 商人になる。
- 1600年：Practijck des lantmetensという、Jan Pieterszと共著で書かれた本を刊行。この本は、シモン・ステファン（Simon Stevin）が開講した大学工学部で使用された。
- 1602年:フリースラント州の 測量師 に任命された
- 1603年：Pieter Bastが刻印したレーワルデンの詳細地図を作成
- 1604-1608年:デルフゼイル と Bellingwolde要塞建物の監督
- レーワルデン市内中心部にいくつかの建物を購入
- 1610年頃Semsはドイツ・ブンデに移住し、アムステルダムからの投資家の助けを借りて、Bunder Neulandが1604年に造成した干拓地で土地を購入
- 1615：ヨハン・デ・ラ・ヘイと、フローニンゲンとドレンテ、Semslinieで境界の正確な位置決定に従事。彼らはマティーニタワーを基準点として取るが後の測定はそれが532メートルでマティーニタワーを越すであろうことを示す
- 1616年4月30日からBredstedtで土地の開拓に関わった。その年の後半、彼はアマー島でクリスチャンハウン (Christianshavn) をデザイン
- 1618年1月6日、デンマーク滞在時、フローニンゲン州とドレンテ州の国境紛争のため、オランダ・テルアペルに来るよう求められた
- 1621年：Bunder Neulandに戻った。誰が干拓地で権利を持っていたかについて、スターテン・ヘネラールとエンノ3世、東フリジア伯の間で論争があった
- 1623年ごろ：Bunder Neulandでdijkgraafに任命された。1623年、ヤコブマサムが、マーティン・フェイバーの肖像画に基づいて、彼の彫刻を制作
- 1623年：Semsはフローニンゲンに在住し、著書『De arithmetische fundamenten』がエムデンより出版された
- 1625年：ブレッドシュテットの干拓地は嵐の間に海に一掃された
- 1626年：ピーターブレンの北側の地域を地図化する任務を与えられた
- 1628年：再びフローニンゲン東部の要塞に関わった
- 1629年[要説明] から1632年：自身の '動産'（不動産を除く）は支払いの不履行により押収された
- 1634年:ブラジルのオランダ租界に居住し、開拓された都市での要塞建設に技術者として関わった[1]
- 1635年:1月1日から2月8日の間においてグローニンゲンで急逝したとされる。後1636年に彼の未亡人は船長のヨーフム・バスティジャーン・コーエンと結婚した[2]

自身は2回結婚。最初はBaerthe van Soutelande、そして次にCatharina Jansとである。